# (4457) van Gogh
(4457) van Gogh ist ein Hauptgürtelasteroid, der am 3. September 1989 von Eric Walter Elst vom Observatoire de Haute-Provence aus entdeckt wurde.
Der Asteroid wurde nach dem niederländischen Maler Vincent van Gogh (1853–1890) benannt.